# Channasandra, Kolar
Channasandra là một làng thuộc tehsil Kolar, huyện Kolar, bang Karnataka, Ấn Độ.